# 曾鐸
曾鐸（15世紀—16世紀），四川成都府井研縣人，明朝政治人物。

## 生平
曾鐸文章純雅、個性自律，九歲入學，成化元年（1465年）乙酉科四川鄉試第十三名舉人，授鶴慶同知，為政廉慎公恕，餘暇與諸生講解經籍，士民仰慕，起復補任衢州同知，九年考滿加參議服色，調永州同知，三任同知任內都沒有攜同家人赴任，回鄉後讓祖產給幼弟，拿出俸祿餘額資助兄長，又協助門生胡榮到瀘州就學，死後入祀鄉賢祠。

## 引用
1. 1 2  嘉慶《井研縣志·卷八·士女志》：曾鐸，成化乙酉舉人，九歲入學，為文純雅、律身和敬，初任雲南鶴慶軍民府同知，廉慎公恕，公暇與諸生講解不倦，士民慕之，見府名宦志，起復補任浙江衢州府，義理之學平易之政，見府秩官志，九年考滿加參議服色，調湖廣永州府一年，以上三任俱不攜家口，歸以祖產讓幼弟，以俸餘助諸兄，以幣助門生胡榮從學瀘州，改傳禮經於邑，入鄉賢祠。
2. ↑  康熙《鶴慶府志·卷十七·名宦志》：曾鐸 本府同知，四川井研縣人，廉靜仁恕，士民慕之。